# Daijō-ji

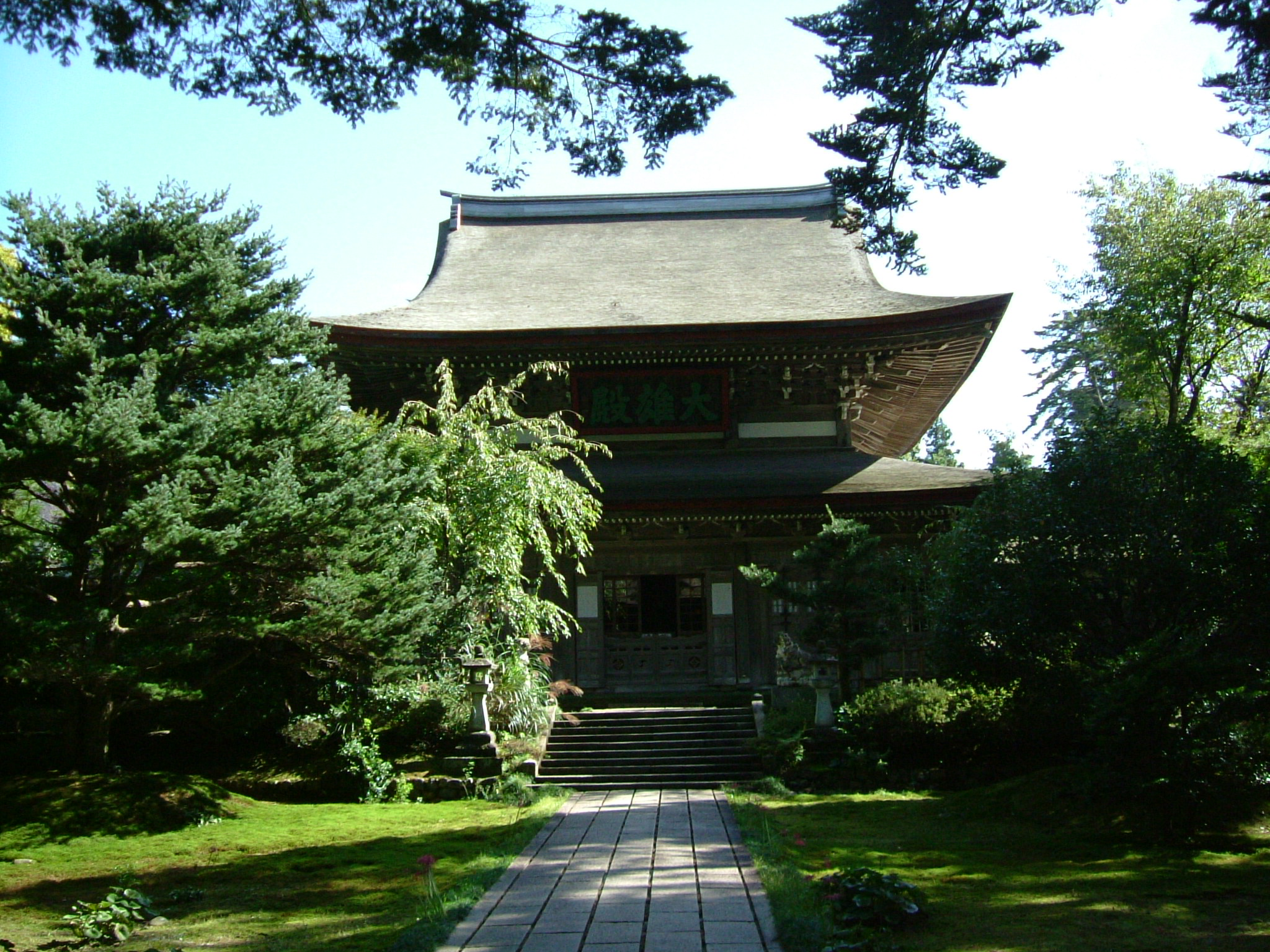
Die Buddhahalle von Daijō-ji.

Der Daijō-ji (jap. 大乗寺) ist ein buddhistischer Tempel der Sōtō-shū in der japanischen Stadt Kanazawa (Präfektur Ishikawa).
Ursprünglich gehörte der Tempel zur Shingon-shū und war in der Nähe des Dorfes Nonoichi (野々市) in der Provinz Kaga um 1261 vom lokalen Feudalherren Togashi Iehisa (富樫家尚) erbaut worden.
Infolge des sogenannten Streits um die Nachfolge in der dritten Generation innerhalb der Sōtō-shū verließ Tettsū Gikai (徹通義介; 1219–1309) den Eihei-ji und bezog mit Hilfe des ehemaligen Daruma-shū-Anhängers Chōkai sowie der Unterstützung durch einen befreundeten Zweig der Fujiwara-Familie den Daijō-ji (um 1292). Wegen Gikais guter Beziehungen zur Shingon-shū erhielt er bald die Erlaubnis, den Tempel zu einem Zen-Kloster zu konvertieren, was im Jahr 1293 geschah. In den folgenden Jahrzehnten entwickelte sich der Tempel zum Zentrum der mittelalterlichen Sōtō-Bewegung in Japan.
1303 wurde Keizan Jōkin nach der Abdankung Gikais zweiter Vorsteher am Daijō-ji und entfaltete während seiner Amtszeit von hier aus starke Aktivitäten in den nordöstlichen Provinzen des Landes. Sein Nachfolger wurde Meihō Sotetsu (明峰素哲; 1277–1350).
Im Jahr 1697 wurde der Tempel unter der Schirmherrschaft der Familie Toda, deren Oberhäupter mächtige Gefolgsleute der Familie Maeda stellten, an seinen jetzigen Standort verlegt. Die 1702 fertiggestellte Buddhahalle (仏殿, Butsuden) wurde am 2. Juni 1983 zu einem Wichtigen Kulturgut Japans ernannt.